# Ар-Рахма
Мечеть «Ар-Рахма» — перша соборна мечеть Києва.  
Одна з найбільших мечетей Європи, що по праву вважається справжньою перлиною сучасної ісламської архітектури. Вона є частиною великого Ісламського комплексу, що височіє на горі Щекавиця.
Збудована протягом 1996—2011 років Духовним управлінням мусульман України поблизу історичного Щекавицького кладовища (його збереженої мусульманської частини).
Мечеть вміщує одночасно близько 3000 людей і відкрита для відвідування всім охочим. У мечеті проходять безкоштовні екскурсії та лекції про Іслам. Екскурсії проводяться різними мовами, зокрема, англійською, азербайджанською, арабською, узбецькою та іншими.

## Історія
Спроби побудувати мечеть розпочалися ще 1897 року, коли за офіційними даними в столиці проживало 1759 мусульман, що не так мало з огляду на те, що на той час кількість населення Києва становила 100 тис. осіб. 
У 1913 році був готовий проєкт будівництва мечеті і навіть було закладено перший камінь у фундамент, але, на жаль, через Першу світову війну та більшовицьку окупацію мрія мусульман мати свою мечеть в українській столиці довго не могла здійснитися. 
У 1992 році шейх Ахмед Тамім заснував Духовне управління мусульман України (ДУМУ). Серед першочергових завдань об'єднання було будівництво мечеті. 
5 лютого 1996 року Київська міська державна адміністрація ухвалила рішення про виділення Духовному управлінню мусульман України земельної ділянки під будівництво та обслуговування мечеті.
Будівництво мечеті тривало поетапно, на гроші, пожертвувані мусульманами міста. Вже після завершення першої частини будівництва мечеті — з 1998 року в ній по п'ятницях та у важливі свята почали проводити богослужіння. 
У 2000 році на куполі нової мечеті, яка отримала назву Ар-Рахма (Милосердя), був встановлений півмісяць, і з того дня храм відкрив свої двері для вірян. 
У листопаді 2011 року всі роботи зі спорудження мечеті були завершені.  
Після реконструкції «Ар-Рахма» може одночасно приймати близько трьох тисяч віруючих.  
У мечеті регулярно проводяться п'ятничні намази (Джума-намази) і святкові богослужіння в дні Рамазан-байраму і Курбан-байраму. Крім цього на території комплексу розташовані кафетерій, Центр сертифікації "Халяль", школа «Аль-Іршад», адміністрація ДУМУ, їдальня, конференц-зала, спортивний майданчик, тощо. Поруч відбувається будівництво повноцінного корпусу Українського Ісламського університету.
19 березня 2024 року на території мечеті «Ар-Рахма» відкрився заклад традиційної узбецької кухні.

## Заходи
Один з найбільших скарбів мечеті «Ар-Рахма» – її священна реліквія – волосина Пророка Мухаммада. Тому мусульмани України мають виняткову можливість робити благословення реліквією (таббарук) в рідній країні.
У мечеті щорічно відбуваються заходи до дня хіджабу. Також проводяться щорічні семінари до Міжнародного дня арабської мови.

## Галерея

Вигляд мечеті
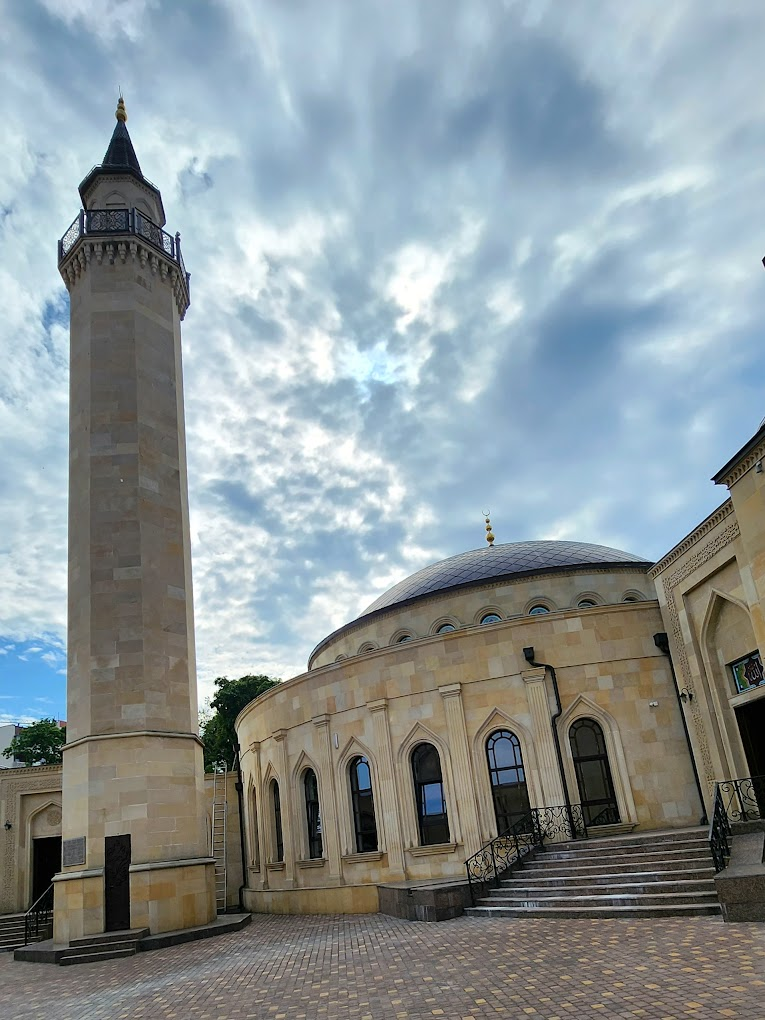
Мінарет